# اولکوندی
اولکوندی (انگلیسی: Ulkundy) یک شهرک در شهرستان دووانسکی در استان باشقیرستان کشور روسیه است.